# Norberg (đô thị)
Đô thị Norberg (tiếng Thụy Điển: Norberg kommun) là một đô thị ở hạt Västmanland của Thụy Điển. Thủ phủ là thị xã Norberg. Dân số thời điểm 31 tháng 12 năm 2000 là 5939 người.